# Euchlorostola interrupta
Euchlorostola interrupta là một loài bướm đêm thuộc phân họ Arctiinae, họ Erebidae.